# عبد العزيز عبد الله
عبد العزيز عبد الله بن مبارك المشهور بـ علا الفوندو أو علا فقط عازف عود من مواليد 15 جوان 1946 بيداندوا (بالفرنسية: bidon deux) بمدينة بشار الجزائرية.

## الطفولة والنشأة
والده عبد العزيز مبارك ينحدر من منطقة تاغيت في حين أمه تنحدر من منطقة تافيلالت المغربية، كان علا أصغر إخوته الذكور الإثناعشر. غادر مقاعد الدراسة في سن مبكرة ليعمل حرفي كهرباء ثم خباز قبل ان يتمكن من فتح محلا لبيع الأثاث في 1986.

## تاريخه الفني
صنع علا أولى آلاته الموسيقية الوترية وهو في السادسة عشر من العمر، كانت الآلة التي تشبه العود إلى حد ما مصنوعة من الدلاء المعدنية وأسلاك مكابح الدراجات، عزف عليها لأصدقائه في الحي أول الأمر فكانوا من المستمعين والمعجبيـن.
بعد حوالي عشر سنوات (1972) اقتنى عبد العزيز عبد الله أول عود له ليباشر عزف الاغاني التراثية وبعد مدة من التمرن استطاع علا الذي كان يرفض الأمتثال للضوابط الموسيقية ان يوجد لنفسه نمطاً حاصاً أسماه الفوندو (بالفرنسية: fond deux) (موسيقى العود الهادئة الارتجالية التي تجمع بين البعد الإفريقي، العربي والبربري للمنطقة).
تمكن أحد المنتجين الجزائريين من إدخال علا للاستوديو من أجل تسجيل أول أشرطته الخاصة، خطوات علا نحو الشهرة بدأت تتبلور ارتجالياً بمرور السهرات.
يقول علا في التعبير عن أحاسيسه اثناء العزف:««كل ما يؤلمني يخرج.»»
مطلع التسعينيات (1992) سافر علا إلى فرنسا ليمثل الجزائر في حفل لليونسكو، استقر في باريس ليبدأ حفلاته في جولة عالمية من باريس إلى ستوكهولم مروراً ببيلو هوريزونتي (البرازيل) والدار البيضاء ليصل إلى العالمية فكتبت عنه كثير من الصحف الغربية.

## قيل عنه

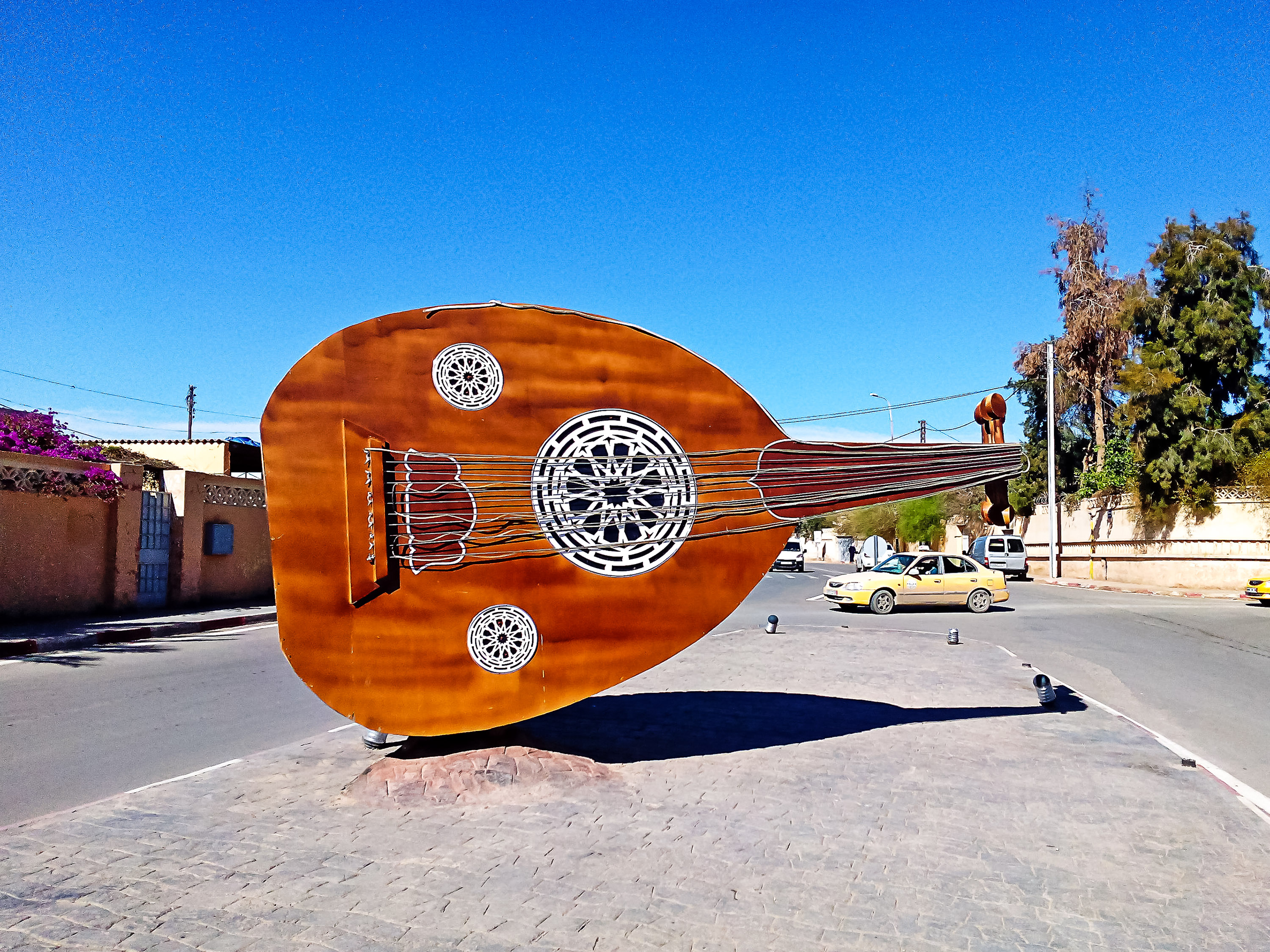
معلم تذكاري لعلا الفوندو "عبد العزيز عبد الله" بمدينة بشار

- منير بشير (عازف العود العراقي): «لكن لديكم في الجزائر عازف عود إستثنائي، ذو العزف الخارج عن النموذج العربي.»

## ألبوماته
- الفوندو (وهو الاسم الذي كان يطلق على والده)
- تاغيت (هو اسم بلده الأصلي)
- زهرة (إصدار 2001)